# Ruhrort
Ruhrort è un quartiere (Stadtteil) di Duisburg, appartenente al distretto urbano (Stadtbezirk) di Homberg/Ruhrort/Baerl.